# Benjamin-François-Régis Michel
Benjamin-François-Régis Michel, francoski general, * 23. maj 1877, † 29. avgust 1951.